# 東出雲インターチェンジ
東出雲インターチェンジ（ひがしいずもインターチェンジ）は、島根県松江市東出雲町意宇南（いうなん）二丁目の山陰自動車道上にあるインターチェンジ。ここから東側（安来・米子）方面（国道9号安来道路）は米子西ICまで有料区間。西側（松江・出雲）方面（国道9号松江道路）は松江玉造ICまで無料区間。
当初の所在地は出雲郷（あだかえ）だったが、住居表示の実施に伴い意宇南二丁目に変更された。

## 道路
- E9 山陰自動車道（21番）

## 接続する道路

### 直接接続
- 国道9号（支線）
- 島根県道53号大東東出雲線
- 松江市道10126号松江道路側道北線（上り線）
- 松江市道10127号松江道路側道南線（下り線）
- 松江市道90605号出雲郷側道北線（上り線）
- 松江市道90606号出雲郷側道南線（下り線）

### 間接接続
- 国道9号
- 国道180号（国道9号と重複）
- 島根県道153号東出雲馬潟港線

## 料金所
- 米子・鳥取方面は安来IC/TBで通行料金の徴収を行うためなし
- 出雲・三次方面は無料区間のためなし

## 周辺
- サテライト山陰
- JR揖屋駅

## 隣
E9 山陰自動車道
(20) 安来IC - (21) 東出雲IC - (22) 竹矢IC